# Rudolf von Schaesberg
Rudolf Wolfgang Hubert Maria Graf von Schaesberg (* 8. September 1816 auf Schloss Krickenbeck; † 18. November 1881 ebenda) war ein deutscher Rittergutsbesitzer und Verwaltungsbeamter.

## Leben
Seine Eltern waren der Graf Heinrich Edmund von Schaesberg (* 20. Mai 1779; † 15. Oktober 1835) und dessen Ehefrau die Freiin Auguste von Loë (* 12. Oktober 1791; † 18. März 1857).
Er studierte an der Universität Bonn und wurde 1838 Mitglied des Corps Borussia Bonn. Nach dem Studium lebte er als Rittergutsbesitzer auf Schloss Krickenbeck. Mit seiner Frau beauftragte er den neugotischen Ausbau des Schlosses von 1856 bis 1860 nach den Plänen des Kölner Diözesanbaumeisters Vincenz Statz. Vom 16. April bis zum 13. August 1854 war Rudolf von Schaesberg Landrat des Kreises Geldern.
Er machte 1877 im Reich Schlagzeilen, als er seinen Verwandten den Abgeordneten Felix von Loë mit einer vierspännigen Kutsche vom Gefängnis abholte. Dieser war im Rahmen des Kulturkampf zu einer Haftstrafe verurteilt worden.
Schaesberg heiratete am 11. Januar 1847 die Gräfin Mechthilde Walburga Ludovike Maria von Waldburg-Zeil-Trauchburg (* 30. Mai 1824; † 8. August 1891), eine Tochter des Präsidenten der württembergischen Ständeversammlung Graf Franz von Waldburg-Zeil. Die Ehe blieb kinderlos.